# Oreixenica ptunarra
Oreixenica ptunarra är en fjärilsart som beskrevs av Couchman 1953. Oreixenica ptunarra ingår i släktet Oreixenica och familjen praktfjärilar. Inga underarter finns listade i Catalogue of Life.